# Ernest Pollock, 1. Viscount Hanworth

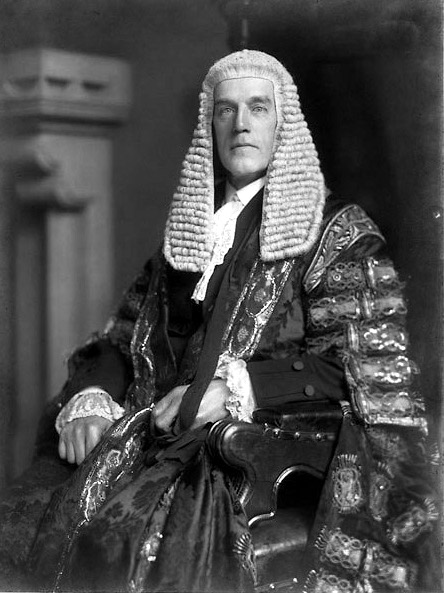
Ernest Pollock, 1.Viscount Hanworth

Ernest Murray Pollock, 1. Viscount Hanworth PC KBE KC JP (* 25. November 1861 in Wimbledon, Surrey; † 22. Oktober 1936) war ein britischer Politiker der Liberalen Unionisten sowie zuletzt der Conservative Party und Jurist, der 13 Jahre lang den Wahlkreis Warwick and Leamington als Abgeordneter im House of Commons vertrat, Solicitor General und Attorney General war und 1926 als Baron Hanworth in den Adelsstand erhoben wurde und damit bis zu seinem Tod Mitglied des House of Lords war. Er bekleidete von 1923 bis 1935 als Master of the Rolls das zweithöchste Richteramt im englischen Rechtssystem und wurde ferner am 17. Januar 1936 noch zum Viscount Hanworth erhoben.

## Leben

### Rechtsanwalt und Unterhausabgeordneter
Pollock, Sohn des Rechtsanwalts George Frederick Pollock, absolvierte nach dem Besuch der renommierten Charterhouse School in Godalming ein Studium der Rechtswissenschaften am Trinity College der University of Cambridge und schloss dieses mit einem Master of Arts (M.A.) ab. Nach der anwaltlichen Zulassung bei der Anwaltskammer (Inns of Court) von Inner Temple nahm er 1885 eine Tätigkeit als Barrister auf und wurde für seine 20-jährigen anwaltlichen Verdienste 1905 zum Kronanwalt (King’s Counsel) ernannt.
Einige Jahre später begann er seine politische Laufbahn und wurde für die Liberalen Unionisten, eine der Vorgängerparteien der Conservative Party, am 3. Dezember 1910 zum Abgeordneten in das House of Commons gewählt und vertrat dort bis zum 6. Dezember 1923 den Wahlkreis Warwick and Leamington. Neben seiner Abgeordnetentätigkeit fungierte Pollock zwischen 1911 und 1923 auch als Stadtrichter (Recorder) von Kingston upon Thames und wurde 1914 auch zu einem der sogenannten Bencher sowie Schatzmeister (Treasurer) der Anwaltskammer von Inner Temple berufen. 1917 wurde er zum Knight Commander des Order of the British Empire (KBE) geschlagen und führte fortan den Namenszusatz „Sir“.

### Solicitor General, Attorney General und Master of the Rolls
Am 10. Januar 1919 wurde Pollock Nachfolger von Gordon Hewart als Solicitor General einer der wichtigsten Rechtsberater der Regierung von Premierminister David Lloyd George und übte diese Funktion bis zu seiner Ablösung durch Leslie Scott am 6. März 1922 aus. Er selbst wurde dann am 6. März 1922 erneut Nachfolger von Hewart, von dem er nunmehr das Amt des Generalstaatsanwalts (Attorney General), übernahm und dieses bis zum Ende von David Lloyd Georges Amtszeit am 19. Oktober 1922 bekleidete. 1922 wurde er zudem zum Privy Counsellor sowie durch ein Letters Patent vom 27. November 1922 zum 1. Baronet Pollock, of Hanworth ernannt.
Nach dem Tod von William Pickford, 1. Baron Sterndale am 17. August 1923 wurde er dessen Nachfolger als Master of the Rolls und damit als Vorsitzender des Zivilsenats des Court of Appeal. Er bekleidete damit bis zu seiner Ablösung durch Robin Wright 1935 nach dem Lord Chief Justice of England and Wales das zweithöchste Richteramt im englischen Rechtssystem.
Durch ein Letters Patent vom 28. Januar 1926 wurde Pollock als 1. Baron Hanworth, of Hanworth in the County of Middlesex in den erblichen Adelsstand berufen und gehörte somit bis zu seinem Tod dem House of Lords als Mitglied an. Baron Hanworth, dem auch das Offizierskreuz der Ehrenlegion verliehen wurde und der zeitweilig auch Friedensrichter Justice of the Peace war, fungierte darüber hinaus 1934 als High Steward von Stratford-upon-Avon.
Zuletzt wurde er am 17. Januar 1936 wenige Monate vor seinem Tod noch zum 1. Viscount Hanworth, of Hanworth in the County of Middlesex ernannt.
Pollock heiratete am 12. April 1887 Laura Helen Salt, deren Vater Thomas Salt mit Unterbrechungen 21 Jahre lang für die Conservative Party den Wahlkreis Stafford als Abgeordneter im House of Commons vertreten hatte. Aus dieser Ehe ging die Tochter Marjorie Laura Pollock sowie der Sohn Charles Thomas Anderdon Pollock, der jedoch als Hauptmann des 1st/4th East Yorkshire Regiment im Ersten Weltkrieg am 31. Januar 1918 gefallen war. Dies führte dazu, dass dessen einziger Sohn David Bertram Pollock nach dem Tode seines Großvaters 1936 den Titel als 2. Viscount Hanworth sowie die damit verbundenen Titel als 2. Baron Hanworth und 2. Baronet Pollock erbte.